# Nooshi Dadgostar
Nooshi Dadgostar, in maniera completa Mehrnoosh "Nooshi" Dadgostar (Ängelholm, 20 giugno 1985) è una politica svedese, unica parlamentare di origine iraniana-curda.

## Biografia
La famiglia di Dadgostar, di origine curda, si trasferì in Svezia come rifugiata politica dall'Iran all'inizio degli anni 1980. Dadgostar, che ha frequentato la scuola a Göteborg, ha studiato giurisprudenza all'Università di Stoccolma e diritto commerciale all'Università di Southampton, ma senza completare gli studi.
Attivista del Partito della Sinistra (Vänsterpartiet) dal 1999. In precedenza è stato vicepresidente dell'organizzazione giovanile del partito, la Ung Vänster, dal 2006 al 2009 e consigliere comunale di Botkyrka dal 2010 al 2013. È stata eletta rappresentante della Riksdag nelle elezioni legislative del 2014 nel collegio elettorale di Stoccolma. 

### Ascesa nel Partito della Sinistra svedese
Nel 2018 Dadgostar è stata eletta vicepresidente del Vänsterpartiet e nell'ottobre 2020 presidente, succedendo a Jonas Sjöstedt.
A giugno 2021 Dadgostar pose un ultimatum di 48 ore al governo di Stefan Löfven, riguardo alla decisione del governo stesso di voler togliere l'equo canone per gli immobili di nuova costruzione. A seguito del rifiuto del governo di ritirare l'iniziativa di legge, Dadgostar decise di far passare il Partito della Sinistra all'opposizione.